# Rudolf Somogyvári

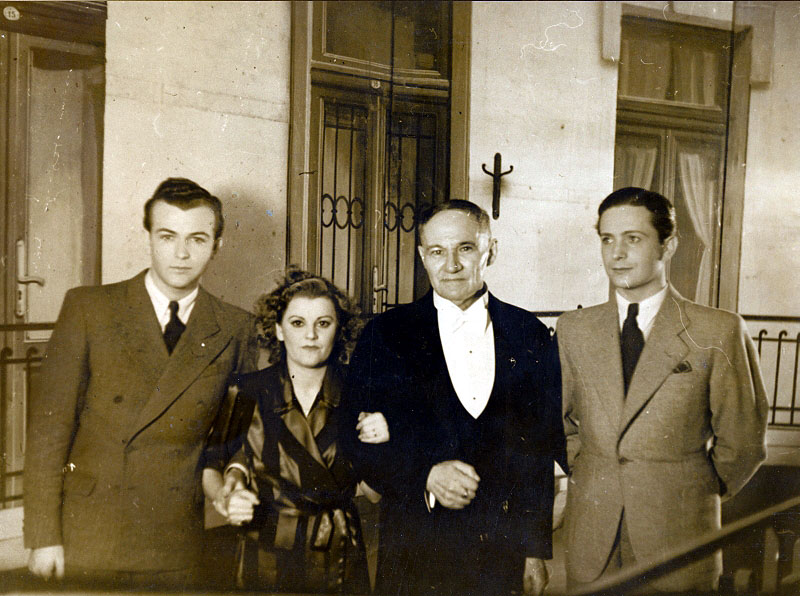
Magicianul. Teatrul Belváros, 1938. Rudolf Somogyvári, Ida Turay, Sándor Hevesi (autorul), László Szilassy după spectacol.

Rudolf Somogyvári, nume la naștere Skoda Rezső (n. 30 noiembrie 1916, Budapesta, Austro-Ungaria – d. 27 septembrie 1976, Budapesta, Republica Populară Ungară) a fost un actor maghiar, dublu laureat al premiului Jászai Mari. Tatăl său, Rudolf Skoda (1881-1955), era militar, iar mama sa era Terézia Ott (1888-1969). Bunicul său, Ferenc Skoda, a fost general imperial și regal.

## Biografie
A avut doi frați: Egon și Mariann. În copilărie era talentat la desen. În timpul anilor de liceu, a făcut sport în mod regulat, care i-a modelat aspectul fizic vizibil și la bătrânețe.
„Am făcut mult sport. Am dansat, am înotat și am practicat chiar și box, fără ca mama mea să știe asta”.
În 1937 a absolvit Școala de Actorie a Asociației Naționale a Actorilor, după care a preluat numele Rudolf Somogyvári. Între 1938 și 1940 a fost membru al trupei Teatrului Maghiar.
Primul său rol major a fost în piesa A szűz és a gödölye a lui Lajos Zilahy. Primul spectacol a avut loc Miskolc în premieră mondială, iar Somogyvári a devenit repede un actor popular și la premiera de la Budapesta a fost sărbătorit în tot orașul. Apariția lui întotdeauna elegantă a cucerit spectatorii.
Între anii 1940 și 1942 a jucat pe scenele teatrelor rurale. Din 1942 a jucat pentru scurt timp la teatrul de pe bulevardul Andrássy,
dar a fost încorporat în armată. În 1945 a fost luat prizonier de război.
A fost dus în Bașchiria și adeținut în marele lagăr de prizonieri Kiev „în Uniunea Sovietică cea însorită”, așa cum i-a spus mai târziu. A înființat un cerc de teatru în lagăr, pe care l-a animat în calitate de actor, creator de decoruri și de costume. „Dumnezeu L-a trimis la noi”, au spus tovarășii săi de prizonierat, deoarece a adus pofta de viață într-un loc al suferinței.
Din 1949 a jucat la Teatrul Vesel, Teatrul de Pionierat și Teatrul Petőfi. Între anii 1953 și 1960
i s-a interzis prezența pe scenele din Budapesta din cauza atitudinii sale antisovietice.
A fost transferat la Teatrul Szigligeti din Szolnok, unde erau trimiși actorii indezirabili, datorită rudeniei sale cu scriitorul Gyula Somogyvári, care era considerat de extrema dreaptă de către autoritățile culturale ale vremii. Cel mai bun prieten a fost actorul László Mensáros, „exilat”, de asemenea, la Szolnok.
Între 1963–1969 a jucat la Teatrul Thália, iar în perioada 1969–1976 a fost membru al trupei Teatrului de Comedie din Budapesta.

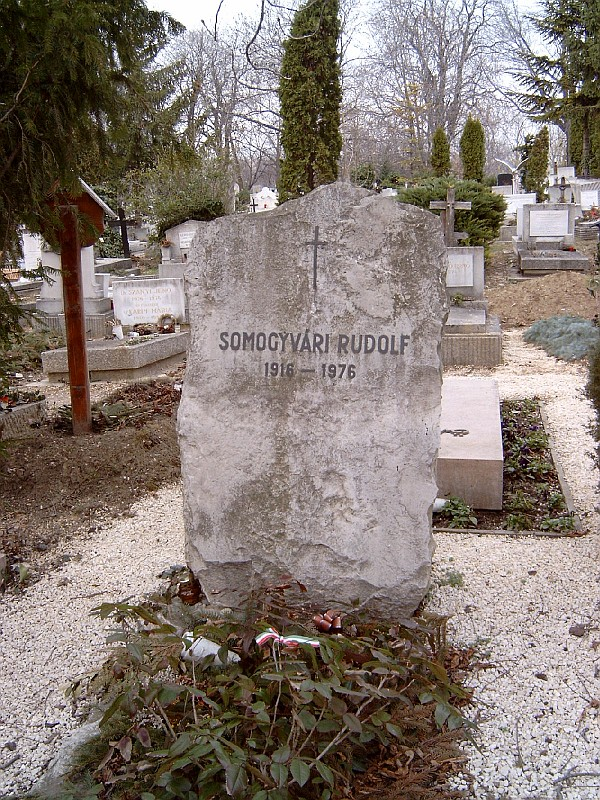
Mormântul lui Rudolf Somogyvári în cimitirul Farkasréti din Budapesta: 25-1-31.

În vara anului 1976, Rudolf Somogyvári s-a îmbolnăvit și a fost dus la spital. Doctorii au diagnosticat o boală a măduvei osoase. A suferit mai multe intervenții chirurgicale, care nu l-au putut salva, astfel că a murit la sfârșitul lunii septembrie. După moartea lui, formația muzicală Locomotiv GT a lansat cântecul Ultima noapte (în memoria lui S. R.), care a fost înregistrat pe albumul Mindenki másképp csinálja.
S-a căsătorit de două ori și a avut doi copii: Krisztina și Péter.

## Roluri principale

### Piese de teatru
Numărul rolurilor interpretate potrivit evidențelor teatrale este de 103. Printre acestea se numără următoarele:
- Színházi adattár Arhivat în 27 octombrie 2016, la Wayback Machine.. Országos Színháztörténeti Múzeum és Intézet

- Babel: Alkony (Benya Krik)
- Babel: Mária (Dimsic)
- Bahr: Joséphine (a fiatal Napoleon)
- Csurka I.: Eredeti helyszín (Böröcker)
- Frisch: Andorra (tanító)
- Goethe: Tasso (Antonio)
- Gorkij: Barbárok (Ciganov)
- Gyurkovics T.: Az öreg (Kelemen)
- Gyurkovics T.: Nagyvizit (Cziegler)
- V. Hugo: Ruy Blas (címszerep)
- Jókai: Fiii omului cu inima de piatră (Jenő Baradlay)
- Maugham: Színház (igazgató)
- Molnár F.: Játék a kastélyban (Almády)
- Móricz Zs.: Csibe (gróf)
- Mrożek: Károly (nagypapa)
- Mrożek: Nyílt tengeren (hajótörött)
- O'Neill: Eljő a jeges (Cecil Lewis)
- Örkény I.: Tóték (őrnagy)
- Petőfi: Tigris és hiéna (II. Béla)
- Rostand: A sasfiók (címszerep)
- Sartre: Az ördög és a jóisten (Heinrich)
- Schiller: Don Carlos (címszerep)
- Shakespeare: II. Richárd (címszerep)
- Shakespeare: Hamlet (címszerep)
- Shakespeare: Antonius és Cleopatra (Agrippa)
- Tolsztoj: Kreutzer szonáta (Pozdvicsev)
- Zilahy Lajos: A szűz és a gödölye (Sándorka)

### Filme
- A kőszívű ember fiai (1937)
- Két fogoly (1937)
- Viki (1937)
- Pénz áll a házhoz (1939)
- Lelki klinika (1941)
- A harag napja (1953)
- Föltámadott a tenger (1953)
- Rákóczi hadnagya (1953)
- Fel a fejjel! (1954)
- Budapesti tavasz (1955)
- Gázolás (1955)
- Különös ismertetőjel (1955)
- Csodacsatár (1956)
- Hannibál tanár úr (1956)
- Szakadék (1956)
- Csigalépcső (1957)
- Sorompó (1959)
- Fény a redőny mögött (1964)
- Fiii omului cu inima de piatră (1965)
- Szegénylegények (1965)
- Fiúk a térről (1967)
- Egy szerelem három éjszakája (1967)
- Sellő a pecsétgyűrűn (1967)
- Egri csillagok (1968)- Hegedűs István
- Holdudvar (1969)
- Történelmi magánügyek (1969)
- Őrjárat az égen (1970)
- Mérsékelt égöv (1970)
- Üvegkalitka (1970)
- Van, aki forrón szereti (1970) - Spats Colombo magyar hangja
- Egy óra múlva itt vagyok… (1971)
- Széchenyi meggyilkoltatása (1971)
- Villa a Lidon (1971)
- Fuss, hogy utolérjenek! (1972)
- Bob herceg (1972)
- A magyar ugaron (1972)
- Emberrablás magyar módra (1972)
- Pirx kalandjai (1972)
- Sólyom a sasfészekben (1973)
- Csínom Palkó (1973)
- Gőzfürdő (1973)
- Szeptember végén (1973)
- Lyuk az életrajzon (1973)
- ...és mégis mozog a Föld (1973)
- Zrínyi (1973)
- III. Béla (1974)
- Gulliver a törpék országában (1974)
- Pokol - Inferno (1974)
- Bach Arnstadtban (1975)
- Őszi versenyek (1975)
- Gilgames (1975)
- Felelet (1975)
- Csontváry (1975)
- Kopjások (1975)
- Vállald önmagadat! (1975)
- Kántor (1976)
- Köznapi legenda (1976) -Ügyész hangja
- Fekete gyémántok (1976)- Sondershein báró, a tőzsdekirály
- Volt egyszer egy színház (1976)
- A zöld köves gyűrű (1976)

### Desene animate
- MZ/X hangja (Familia Trăznită, 1968–1969)

## Premii
- Premiul Jászai Mari (1956, 1968)
- Premiul memorial Ajtay Andor (1976)